# Copa Mesoamericana 2015
La Copa Mesoamericana 2015 es un torneo internacional organizado por la Fundación Manuel Velasco Suárez en México, que servirá de preparación a los equipos participantes para el nuevo torneo Clausura 2015. 
La ciudad sede de este torneo es Tapachula en el estadio Olímpico de Tapachula, ubicado en el sur-oriental del estado de Chiapas y es la ciudad más importante de la frontera de México con Guatemala.
La Copa Mesoamericana 2015 reunirá a 3 instituciones del fútbol de la red de países de Mesoamérica, los equipos participantes son:
| Equipos                |
| ---------------------- |
| Jaguares de Chiapas    |
| Ocelotes UNACH         |
| Club Malacateco        |
| Club Malacateco Sub-20 |

El partido principal se desarrollara entre Ocelotes, subcampeón nacional de copa, contra el Club Malacateco Sub-20, mientras que el encuentro estelar es entre Jaguares de Chiapas contra Club Malacateco, de Malacatán San Marcos, ambos de primera división profesional.
El coordinador de la región Soconusco de la Fundación Doctor Manuel Velasco Suárez que organiza el evento, Carlos Martínez , dio a conocer que estas acciones deportivas se encuentran enmarcadas en el fortalecimiento de la salud y educacuión que la fundación promueve. De la misma manera, indicó que estos duelos buscan fortalecer los lazos de unión con los hermanos centroamericanos en un ambiente de sana convivencia.
El club Malacateco, a través de su presidente, Juan Raúl Fuentes Bosques, agradeció la invitación y resalto que es importante que las fronteras no dividan, para que el fútbol una más a los pueblos.

## Tercer lugar

### Ocelotes UNACH - Club Malacateco Sub-20
| 14 de enero de 2015 | Ocelotes UNACH | 7:0 | Club Malacateco Sub-20 | Estadio Olímpico de Tapachula, Tapachula |  |

## Final

### Jaguares de Chiapas - Club Malacateco
| 14 de enero de 2015 | Jaguares de Chiapas | 0:1 (1:2) | Club Malacateco                           | Estadio Olímpico de Tapachula, Tapachula   |                                            |
|                     | Andrés Andrade 51'  |           | Leonardo García 35' · , Ricardo Rocha 48' | Asistencia: 7,500 aficionados espectadores | Asistencia: 7,500 aficionados espectadores |

|                                     |
| Campeón Club Malacateco 1.er título |